# Fjodor Simasjov
Fjodor Petrovitsj Simasjov (Russisch: Фёдор Петрович Симашёв) (13 maart 1945 - 19 december 1997) was een Russisch langlaufer. 

## Carrière
In 1970 werd Simasjov wereldkampioen in de estafette en won hij de bronzen medaille op de 15 kilometer. Simasjov won tijdens de 1972 de gouden medaille in de estafette en de zilveren medaille op de 15 kilometer.

## Belangrijkste resultaten

### Olympische Winterspelen
| Editie | Plaats   | Resultaten                              |
| ------ | -------- | --------------------------------------- |
| 1968   | Grenoble | 26e 15 km                               |
| 1972   | Sapporo  | 15 km · 6e 30 km · 8e 50 km · estafette |

### Wereldkampioenschappen langlaufen
| Jaar | Plaats       | Resultaten                              |
| ---- | ------------ | --------------------------------------- |
| 1968 | Grenoble     | 26e 15 km                               |
| 1970 | Vysoké Tatry | 15 km · 4e 50 km · estafette            |
| 1972 | Sapporo      | 15 km · 6e 30 km · 8e 50 km · estafette |
| 1974 | Falun        | estafette                               |